# Larinus sturnus
Larinus sturnus är en skalbaggsart som först beskrevs av Johann Gottlieb Schaller 1783.  Larinus sturnus ingår i släktet Larinus, och familjen vivlar. Arten är reproducerande i Sverige.

## Bildgalleri

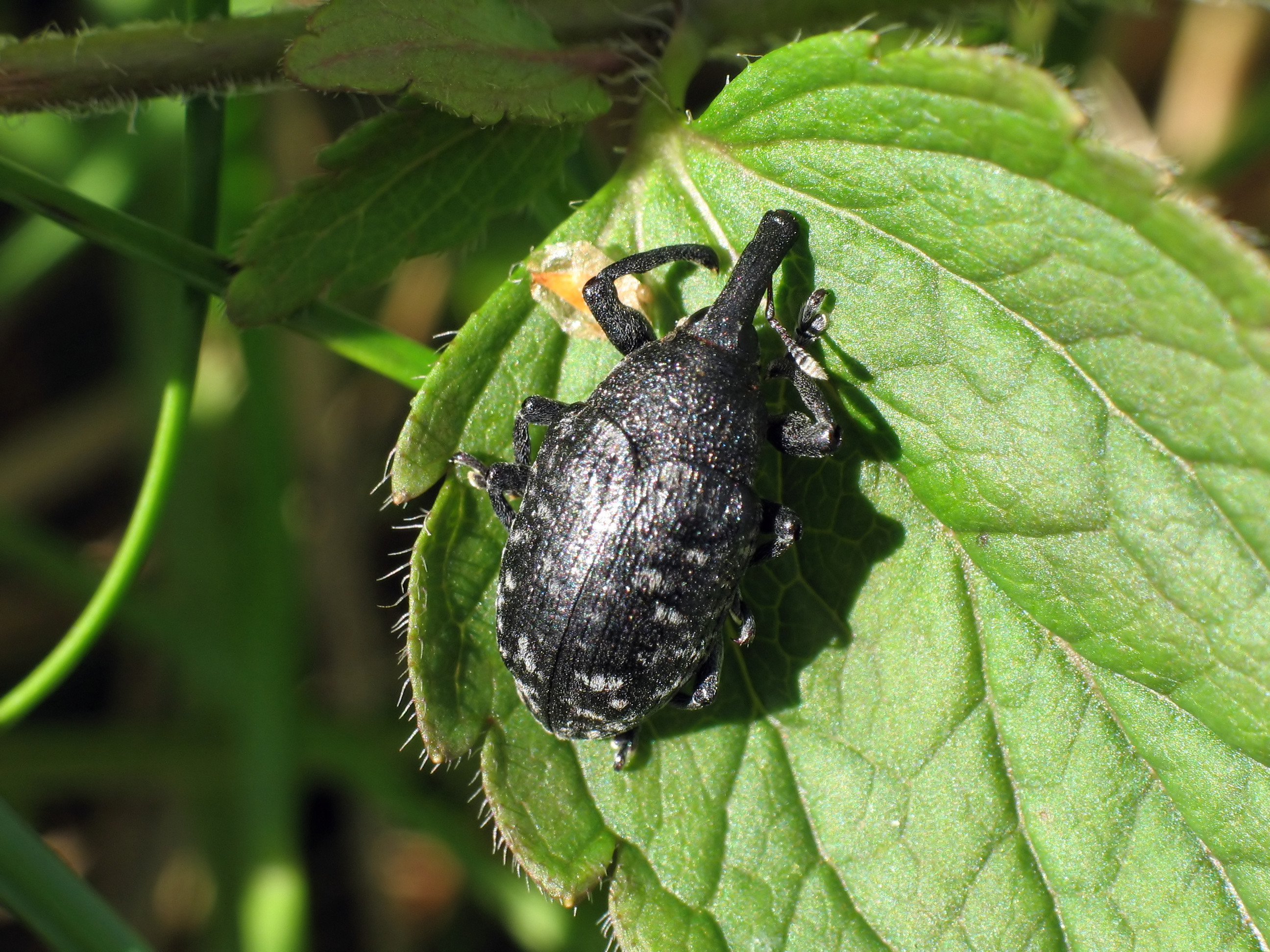